# Roger da Costa
Roger Frank da Costa (* 22. dubna 1986, Johannesburg, JAR) je jihoafrický fotbalový obránce portugalského původu, který působí od léta 2015 v kyperském klubu Aris Limassol.

## Klubová kariéra
Roger da Costa v mládí hrál v USA v mládežnické lize Junior College League.
Od léta 2010 hrál v Jihoafrické republice za klub Moroka Swallows FC.
V zimní ligové přestávce sezony 2013/14 se o něj zajímal klub SK Slavia Praha. Byl ve Slavii na testech, které pro něj nedopadly úspěšně.
V srpnu 2015 podepsal roční smlouvu s kyperským klubem Aris Limassol.